# DVD Forum
Il DVD Forum è un'organizzazione internazionale composta da compagnie di hardware, software media che usano e sviluppano il formato DVD.
Inizialmente era conosciuto come il Consorzio DVD quando fu fondato nel 1995.

## Membri fondatori
- Hitachi
- Panasonic
- Mitsubishi Electric
- Pioneer
- Philips
- Sony
- Thomson
- WarnerMedia
- Toshiba
- JVC (Victor Company of Japan)

Dal 2003, il DVD Forum ha oltre 230 membri.